# 少棘擬蛇䲁
少棘擬蛇䲁（學名：Ophiclinops varius），為輻鰭魚綱䲁形目胎䲁科擬蛇䲁屬的一個種，分布於印度西太平洋澳洲南部海域，本魚體細長，體深棕色至黑色，頭頂和兩側有大片白色至灰色的彌散斑塊，延伸至鰭，每隻眼睛後面有一條彌散的寬白色水平條紋，尾柄和尾鰭為棕色，背鰭硬棘56-59枚、背鰭軟條1枚、臀鰭硬棘2枚、臀鰭軟條43-45枚，體長可達5公分，棲息在藻類生長的沙質海床，雌魚產附著性卵，雄魚會守護卵，幼魚為浮游性，生活習性不明。